# André Chassaigne
Pour les articles homonymes, voir Chassaigne.
André Chassaigne, né le 2 juillet 1950 à Clermont-Ferrand (Puy-de-Dôme), est un homme politique français.
Membre du Parti communiste français (PCF) depuis 1979, il est notamment conseiller général pour le canton de Saint-Amant-Roche-Savine de 1979 à 2004, maire de Saint-Amant-Roche-Savine de 1983 à 2010 et conseiller régional d'Auvergne de 2010 à 2015.
Il est député de la 5e circonscription du Puy-de-Dôme à partir de 2002 et président du groupe de la Gauche démocrate et républicaine (GDR) à l'Assemblée nationale à partir de 2012. Candidat à la présidence de l'Assemblée nationale à la suite des élections législatives de 2024, il est battu de justesse par Yaël Braun-Pivet.
En 2025, il est élu adjoint au maire de Saint-Amant-Roche-Savine et démissionne de son mandat de député après 23 ans de mandats.

## Biographie

### Origines, famille et études
André Marcel Chassaigne est issu d'une famille originaire de la Montagne Thiernoise du Puy-de-Dôme. Son père était ouvrier chez Michelin et sa mère fille d'un polisseur à domicile.
Il commence sa carrière professionnelle comme professeur de lettres et d’histoire-géographie de 1972 à 1981. Puis, il devient principal du collège de Saint-Amant-Roche-Savine, un bourg du Haut Livradois dans le sud-est du Puy-de-Dôme, de 1981 à 2002.

### Parcours politique
Il s’inscrit aux Jeunesses communistes à 17 ans. En 1977, il devient adjoint au maire de Saint-Amant-Roche-Savine, puis maire de 1983 à 2010. Il est également élu conseiller général du Puy-de-Dôme en 1979 et conseiller régional d'Auvergne de 1998 à 2000.
Aux élections législatives de 2002, alors que le PCF perd quatorze sièges de députés, il est le seul à en conquérir dans une nouvelle circonscription, la cinquième circonscription du Puy-de-Dôme, dite circonscription de Thiers-Ambert (les deux principales villes qu'elle englobe). Il est élu au second tour avec 20 944 voix, soit 51,34 % des suffrages exprimés. Il quitte son mandat de conseiller général lors des élections cantonales de 2004. Il est depuis régulièrement cité parmi les députés les plus actifs de l'Assemblée nationale.
Le 14 octobre 2006, il est élu président de l'Association nationale des élus communistes et républicains (ANECR), en remplacement de Bernard Birsinger, décédé.
En 2007, lors des élections législatives, il est réélu député du Puy-de-Dôme, en nette progression par rapport à 2002 puisqu'il remporte 27 819 voix (soit 65,90 % des suffrages exprimés), avec une participation sensiblement identique à celle de 2002 (65,32 % de votants au lieu de 65,21 %).
Tête de liste du Front de gauche en Auvergne pour les élections régionales de 2010, il réalise (avec 14,2 % des suffrages exprimés) le meilleur résultat de sa formation toutes régions confondues. Pour le second tour des élections régionales, le 21 mars, sa liste fusionne avec celles de René Souchon (PS-PRG-MRC) et de Christian Bouchardy (Europe Écologie). Il figure lui-même en troisième place parmi les 22 candidats pour le Puy-de-Dôme.
Il démissionne alors de son mandat de maire de Saint-Amant-Roche-Savine (et son fils François Chassaigne lui succède) et de la présidence de l'Association nationale des élus communistes et républicains (ANECR) où il est remplacé par Dominique Adenot.
En juin 2012, il est élu président du groupe parlementaire Gauche démocrate et républicaine (qui regroupe les députés du Front de gauche et des députés d'Outre-mer).
En octobre 2018, un vote des militants place en tête le texte d'orientation qu'André Chassaigne et Fabien Roussel ont présenté en vue du congrès du Parti communiste en novembre.
Il fait partie de la liste « Pour l'Europe des gens, contre l'Europe de l'argent » menée par Ian Brossat pour les élections européennes de 2019 en France. Il figure en 79e et dernière position.

#### Élections présidentielle et législatives de 2012
Le 10 septembre 2010, il se porte candidat à l'investiture du PCF pour représenter le Front de gauche à l'élection présidentielle de 2012.
Lors de la consultation interne qui a lieu au PCF du 16 au 18 juin 2011, il obtient 36,82 % des voix des militants communistes et est battu par le coprésident du Parti de gauche, Jean-Luc Mélenchon. Ce dernier est ensuite désigné comme candidat du Front de gauche pour l'élection présidentielle.
Candidat à sa propre succession dans la Cinquième circonscription du Puy-de-Dôme sous l'étiquette Front de gauche pour les élections législatives de juin 2012, il est facilement réélu député : 41,2 % des suffrages au premier tour (malgré la concurrence de Martine Munoz, la candidate du PS) puis 67,5 % au second tour (contre Maxime Costilhes, le candidat UMP).
Il est le député le plus actif de la XIVe législature selon le classement établi par le magazine Capital. En avril 2017, selon le site Capital.fr (se basant sur les données recueillies par le collectif Regards citoyens) il est désigné « meilleur élève » parmi les députés (sortants) de l’Assemblée nationale, pour son assiduité et son implication dans le travail parlementaire.

#### Élections présidentielle et législatives de 2017 et mandat consécutif
Il se prononce contre un soutien du PCF à la candidature présidentielle de Jean-Luc Mélenchon lors de la consultation interne en 2016 et défend une candidature communiste autonome, se déclarant lui-même « disponible » pour la porter. Il est ainsi le seul communiste à déclarer ouvertement sa candidature contre le candidat de la France insoumise. Toutefois, les adhérents choisissent majoritairement de soutenir Mélenchon à 53,50 %.
Candidat à l'élection législative dans la 5e circonscription du Puy-de-Dôme, André Chassaigne obtient 34,85 % des suffrages au premier tour, devant le candidat LREM, Sébastien Gardette, qui obtient 29,27 % des suffrages.
34,85 % des suffrages, c'est moins qu'à l'élection de 2012 où il avait obtenu 41,16 % des suffrages, mais si l'on prend en compte les voix de Sara Perret (FI, 6,82 %), la gauche radicale obtient alors 41,67 % des suffrages. André Chassaigne remporte le deuxième tour avec 63,55 % des suffrages face à Sébastien Gardette qui obtient 36,45 % des voix.
André Chassaigne est réélu président du groupe de la Gauche démocrate et républicaine (GDR) le 26 juin 2017.
Lors du 38e congrès du PCF à Ivry-sur-Seine en 2018, il est l'un des principaux défenseurs du texte alternatif 2, « Pour un manifeste du Parti communiste du XXIe siècle » , qui vise à réaffirmer l'identité du PCF tout en se distançant de La France insoumise. Ce dernier texte parvient à mettre en minorité la direction de Pierre Laurent avec 42,14 % des voix des adhérents.

#### Élections législatives de 2022
À l'issue de son mandat, André Chassaigne présente sa candidature pour sa réélection en 2022. Investi sous la bannière de la Nouvelle Union populaire écologique et sociale, il est élu au second tour avec 69,43 % des suffrages exprimés.
Le 22 juin 2022, il est reconduit dans sa fonction de président du groupe de la Gauche démocrate et républicaine (GDR).

#### Élections législatives de 2024
André Chassaigne est de nouveau candidat à sa réélection dans le cadre du Nouveau Front populaire lors des élections législatives anticipées de 2024. Il se qualifie pour le second tour au premier rang avec 37,77 % des suffrages exprimés et devance de moins d'un point sa seule adversaire également qualifiée, la candidate RN, Brigitte Carletto (37,07 % des suffrages exprimés). Il est réélu au second tour avec 55,3 % des voix.
Le 17 juillet 2024, il est désigné par le Nouveau Front populaire pour être le candidat unique de la gauche à la présidence de l'Assemblée nationale. Il arrive en tête au premier tour avec 200 voix, suivi de Sébastien Chenu (RN) avec 142 voix et de Yaël Braun-Pivet (EPR) avec 124 voix. Il est cependant battu à l'issue du troisième tour par Yaël Braun-Pivet, ayant récolté 207 voix contre 220 pour la présidente sortante.
Le 29 janvier 2025, il annonce son départ de l'Assemblée nationale cette année et annonce qu'il va occuper uniquement un mandat d'adjoint à Saint-Amant-Roche-Savine, où il avait été précédemment maire de 1983 à 2010.
Le 14 mars 2025, il est élu adjoint au maire à la commune de Saint-Amand-Roche-Savine et a désormais 30 jours (jusqu'au 13 avril 2025) pour quitter son mandat de député,,. Il est remplacé par Julien Brugerolles, son attaché parlementaire depuis 2008 et suppléant depuis 2022. Le 31 mars, il est remplacé à la présidence du groupe de la GDR par le député de Seine-Saint-Denis et secrétaire de l’Assemblée nationale Stéphane Peu.
Il est resté dans l'opposition durant toute sa vie parlementaire. S'il se dit « fier » de son engagement politique, commencé à 16 ans, il regrette, en quittant son mandat de député : « J'arrive à 75 ans et je vis dans un monde qui est à l'opposé de ce que j'aurais voulu construire ».

### Prises de position
Il est décrit comme l'une des incarnations du « communisme rural », portant régulièrement à l'Assemblée nationale les problématiques des petites communes et de l'agriculture.
Lors de la campagne référendaire sur le projet de Constitution européenne en 2005, il se prononce pour le Non et tient une réunion commune de réflexion à Clermont-Ferrand avec notamment Jean-Luc Mélenchon (PS) et Olivier Besancenot (LCR).
Il intervient fréquemment sur les thématiques en lien avec la protection de l’environnement, passant ainsi, selon Mediapart, pour le « Monsieur écologie » du PCF. Il contribue à faire évoluer la réflexion au sein du parti, notamment autour de la question du productivisme, et publie un livre de critique du « capitalisme vert » (Pour une terre commune, éditions Arcane). Il est perçu comme un élu de terrain, proche de ses administrés et du monde rural.
En avril 2008, il dépose un amendement (dit « amendement 252 ») au projet de loi sur les OGM, permettant de restreindre la culture d'OGM dans de nombreuses zones, comme les régions de culture d'AOC. Cet amendement est adopté par surprise, provoquant une crise au sein du gouvernement et de la majorité parlementaire.
Le 15 octobre 2013, il vote contre la réforme des retraites présentée par le gouvernement Ayrault, dénonçant « un projet anti-social, indigne d'un gouvernement de gauche ».
Lors d'une séance de Questions d'actualité au gouvernement en mai 2016, il dénonce le recours à l'article 49.3 pour faire adopter la loi Travail. Il qualifie le procédé de « triple coup de force » contre « le monde du travail », contre « nos compatriotes » et contre « la représentation nationale privée de son rôle de législateur ».
En juin 2016, il est l'un des deux députés (avec le député Les Républicains Nicolas Dhuicq) à voter contre la ratification de l' Accord d'association entre la Géorgie et l'Union européenne et contre l'Accord d'association entre l'Ukraine et l'Union européenne. Il explique sa position par le fait qu'il ne veut pas que cet accord envenime les relations entre la Russie et l'Ukraine, et favorise un « scénario à la grecque » économiquement.
Il propose, avec les autres députés du Front de gauche, une plus grande régulation dans l’agriculture afin de garantir des prix d'achat aux agriculteurs.
Le 31 juillet 2018, il défend la motion de censure déposée par la gauche, en rapport avec l'affaire Benalla, qualifiant les députés LREM de « simples digéreurs », d'« intestins silencieux de la bouche élyséenne » , à la suite de leur refus de faire « émerger la vérité ».
Il est à l'origine d'une proposition de loi devant garantir aux agriculteurs une retraite équivalente à au moins 85 % du salaire minimum. Cette proposition est adoptée par l'assemblée nationale en février 2017, mais en mai 2018, le nouvel exécutif dépose un amendement pour bloquer le vote. Il explique avoir « proposé que ces retraites soient financées par une recette qui ne plaît pas : l’augmentation de la taxe sur les transactions financières de 0,1 %. Cela ferait une recette de 500 millions d’euros par an, et ils n’en veulent pas ». Il défend également la création d’un statut pour les conjointes qui exercent aux côtés de leur mari afin de leur assurer des droits pour leurs retraites.
En juin 2020, il est rapporteur d'une proposition de loi, initialement déposée durant le précédent mandat, visant à revaloriser les petites retraites agricoles pour qu'aucune ne soit inférieure à 85 % du SMIC, avec un financement assuré par une augmentation de 0,1% de la « taxe sur les transactions financières ».
Il parvient finalement à obtenir un vote à l'unanimité de la revalorisation. Sa proposition de réévaluation des retraites des aidants d'exploitations agricoles, dont en particulier les femmes conjoints, est également adoptée en décembre 2021.
En 2024, il affirme qu'il ne votera pas personnellement le projet de loi sur la fin de vie, au motif que cela créerait « une pression, que je qualifierais de diffuse sur les plus fragiles, les personnes isolées, handicapées, dépendantes ».
Sur les questions internationales il s'engage en particulier pour défendre Cuba contre l'embargo américain.

## Décorations
- Chevalier de la Légion d'honneur (2001)[51]
- Chevalier de l'ordre national du Mérite[52].
- Officier de l'ordre des Palmes académiques[52].
- Officier de l'ordre du Mérite agricole[52].
- Médaille du tourisme[52].

## Publications
- Pour une terre commune, Arcane 17 association, septembre 2010  (ISBN 978-2918721055)
- Et maintenant, Monsieur le Président ? - 10 interpellations à Emmanuel Macron, Éditions de l'Atelier, 31 août 2017  (ISBN 978-2708245570)
- Cuba, cette étoile dans la nuit. La lutte du peuple cubain, Le Temps des Cerises, 2023  (ISBN 2370712767)

## Iconographie
- Fils de berger, fils d'ouvrier... les portes voix des campagnes meurtries, de Jean-Pierre et Fabien Franey - 2016
- Fils de berger, fils d'ouvrier, de Jean-Pierre et Fabien Franey - 2007

## Détail des mandats et fonctions

### Au niveau municipal
- 1977-1983 : adjoint au maire de Saint-Amant-Roche-Savine.
- 1983-2010 : maire de Saint-Amant-Roche-Savine.
- 2001-2008 : vice-président de la communauté de communes du Haut-Livradois.
- depuis 2025 : adjoint au maire de Saint-Amant-Roche-Savine.

### Au niveau départemental
- 1979-2004 : conseiller général du Puy-de-Dôme pour le canton de Saint-Amant-Roche-Savine.
- 1985-1992 : vice-président du conseil général du Puy-de-Dôme.

### Au niveau régional
- 1998-2000 : conseiller régional d'Auvergne.
- 2010-2015 : conseiller régional d'Auvergne.

### À l'Assemblée nationale
- 2002-2025 : député, élu dans la 5e circonscription du Puy-de-Dôme.
- 2012-2025 : président du groupe de la Gauche démocrate et républicaine à l'Assemblée nationale.

### Autres fonctions
- 2006-2010 : président de l'Association nationale des élus communistes et républicains (ANECR).

## Synthèse des résultats électoraux

### Présidence de l'Assemblée nationale
| Année | Groupe | Groupe    | 1er tour | 1er tour | 1er tour | 2e tour | 2e tour | 2e tour | 3e tour | 3e tour | 3e tour | Issue |
| Année | Groupe | Groupe    | Voix     | %        | Rang     | Voix    | %       | Rang    | Voix    | %       | Rang    | Issue |
| ----- | ------ | --------- | -------- | -------- | -------- | ------- | ------- | ------- | ------- | ------- | ------- | ----- |
| 2024  |        | GDR (NFP) | 200      | 35,09    | 1er      | 202     | 35,50   | 2e      | 207     | 36,37   | 2e      | Battu |

### Élections législatives
| Année | Parti       | Parti  | Circonscription   | 1er tour | 1er tour | 1er tour | 2d tour | 2d tour | Issue   |
| Année | Parti       | Parti  | Circonscription   | Voix     | %        | Rang     | Voix    | %       | Issue   |
| ----- | ----------- | ------ | ----------------- | -------- | -------- | -------- | ------- | ------- | ------- |
| 1988  |             | PCF    | 5e du Puy-de-Dôme | 5 253    | 11,82    | 3e       |         |         | Éliminé |
| 1993  | 5 820       | PCF    | 5e du Puy-de-Dôme | 13,36    | 3e       |          |         | Éliminé |         |
| 1997  | 8 282       | PCF    | 5e du Puy-de-Dôme | 19,75    | 3e       | Retrait  | Retrait | Retrait |         |
| 2002  | 9 604       | PCF    | 5e du Puy-de-Dôme | 22,90    | 2e       | 20 944   | 51,34   | Élu     |         |
| 2007  | 17 979      | PCF    | 5e du Puy-de-Dôme | 43,76    | 1er      | 27 819   | 65,90   | Élu     |         |
| 2012  | 24 523      | PCF    | 5e du Puy-de-Dôme | 41,16    | 1er      | 37 257   | 67,49   | Élu     |         |
| 2017  | 18 444      | PCF    | 5e du Puy-de-Dôme | 34,85    | 1er      | 30 620   | 63,55   | Élu     |         |
| 2022  | PCF (NUPES) | 25 686 | 5e du Puy-de-Dôme | 49,13    | 1er      | 30 966   | 69,43   | Élu     |         |
| 2024  | PCF (NFP)   | 27 137 | 5e du Puy-de-Dôme | 37,78    | 1er      | 38 293   | 55,27   | Élu     |         |